# 女部
女部為漢字索引中的部首之一，計三畫，是康熙字典214個部首中的第38個（三畫的中為第9個）。女部構字時可位於上、下、左、右方。

## 部首單字解釋
- nǚ/ㄋㄩˇ
  1. 女性。男性的對稱。
  2. 女兒。
  3. 柔嫩。
  4. 星宿名，二十八宿之一，也稱婺女。參見「女宿」。

- nǜ/ㄋㄩˋ
  1. 將女兒嫁人。

- rǔ/ㄖㄨˇ
  1. 你，通“汝”。

## 字形

甲骨文
金文
簡牘
大篆
小篆

## 名稱
- 漢語：女部（拼音：nǚbù，注音：ㄋㄩˇㄅㄨˋ）、女字偏、女字旁（位於左方或左中右結構的中間時）、女字底（位於底部時）
- 日語：
- 朝鲜語：

## 字例
| 部首外筆畫 | 字例 -{ |
| ---------- | --- |
| 0          | 女 |
| 1          | 𡚦 |
| 2          | 㚢奴奵奶 |
| 3          | 㚣奻㚤㚥㚦㚧妆㚨𡚴𡚸𡚺奺奼好奾奿奷奸她妀妁如妃妄妅 |
| 4          | 㚩㚪㚫㚬㚭㚮㚯妠妡妢妣妤妥妦妧妨妩𡛀𡛁𡛂𡛓𡛔𡛕妊妋妌妎妏妚妛妜妝妞妟妉妐妑妒妓妔妕妖妗妘妙 |
| 5          | 㚰㚱㚲㚳㚴㚵㚶㚷㚸㚹㚺㚻㚼㚽㚾㚿㛀㛁妬妭妮妯妰妱妲妳妴妵妶妷妸妹妺妻妼妽妾妿姀姁姂姃姄姅姆姇姈姉姊始姌姍姎姏姐姑姒姓委姕姖姗𡛟𡛤𡛥𡛦𡛧𡛨𡛺𡛻𡛼𡛾                                                   |
| 6          | 姘娀威娂娃娈㛂㛃㛄㛅㛆㛇㛈㛉㛊㛋㛌姘姙姚姛姜姝姞姟姠姡姢姣姤姥姦姧姨姩姪姫姭姮姯姰姱姲姳姴姵姶姷姸姹姺姻姼姽姾姿妍𡜍𡜆𡜐𡜤𡜦                                                                       |
| 7          | 姬娧娊娋娌娍娎娏娚娜娝娞娟娪娫娭娮娛娱娯娽娉娐娑娒娓娔娕娖娗娘娙娠娡娢娣娤娥娦娧娨娩娰娲娳㛍㛎㛏㛐㛑㛒㛓㛔㛕㛖㛗㛘㛙㛚㛛㛜㛝㛞㛡㛢㛤姬𡜮𡜺𡜻𡜼𡜱𡝂𡝃𡝔𡝕𡝖𡝗妤                                     |
| 8          | 婦娬娺娻娼娾娿婊婋婌婍婎婏婚婛婜婝婞婟婪婫婬婭婮婯娵娶娷娸娹婀婁婂婃婄婅婆婇婈婉婐婑婒婓婔婕婖婗婘婙婠婡婢婣婤婥婦婧婨婩婰婱婲婳婵婶㛥㛦㛧㛨㛩㛪㛫㛬㛭𡝬𡝭𡝮𡝯𡝦𡝰𡝱𡝳𡝴𡞕𡞖𡞗婢                   |
| 9          | 㛮㛼婺婻婼婽婾婿媊媋媌媍媎媏媚媛媜媝媞媟婷婸婹媀媁媂媃媄媅媆媇媈媉媑媒媓媔媕媖媗媘媙媠媡媢媣媤媥媦媧媨媩媪媫媬媮媯嫏㛮㛯㛰㛱㛲㛳㛴㛵㛶㛷㛸㛹㛺㛻㛼㛽㛾㛿𡞫𡞰𡞱𡞲𡞳𡞴𡞵𡟃𡟇𡟙𡟚𡟛𡟜𡟟𡟥㜀㜁㜂㜃㜄𡠣 |
| 10         | 媵媐媰媱媲媳媴媵媶媷媸媹媺媻媼媽媾媿嫀嫁嫂嫃嫄嫅嫆嫇嫈嫉嫊嫋嫌嫍嫎嫐嫑嫒嫓嫔𡟯𡟵𡟶𡟸𡟹𡟺𡟻𡟼㜊㜋㜌㜍㜎㜏㜅㜆㜇㜈㜉㜐㜑㜒㜓㜔                                                                       |
| 11         | 嫕嫖嫗嫘嫙嫚嫛嫜嫝嫞嫟嫠嫡嫢嫣嫤嫥嫦嫧嫨嫩嫪嫫嫬嫭嫮嫯嫰嫱嫲㜚㜛㜜㜝㜞㜟𡠪𡠭𡠺𡠻㜕㜖㜗㜘㜙㜠㜡㜢𡠠𡠨𡠩𡠹𡡀𡡂𡡅𡡆𡡇                                                                                 |
| 12         | 嬈嫳嫴嫵嫶嫷嫸嫹嫺嫻嫼嫽嫾嫿嬀嬊嬋嬌嬍嬎嬏嬁嬂嬃嬄嬅嬆嬇嬈嬉𡡞𡡻㜣㜤㜥㜦㜧㜨𡡒𡡡𡡢𡡣𡡤𡡦𡡧𡡷𡢃𡢄𡢅𡢐                                                                                               |
| 13         | 嬚嬛嬜嬝嬞嬟嬐嬑嬒嬓嬔嬕嬖嬗嬘嬙嬠嬡嬢嬴𡢠𡢡𡢢𡢻𡢼𡢽𡢾𡢿𡣄㜪㜫㜬㜭𡢞𡢟㜩 |
| 14         | 嬪嬫嬬嬭嬮嬯嬣嬤嬥嬦嬧嬨嬩嬰嬱嬲嬳嬵嬶嬷𡣑𡣖𡣗𡣘𡣙𡣧𡣨㜮㜯嬨 |
| 15         | 嬺嬻嬼嬽嬸𡣺𡣻㜰㜱 |
| 16         | 嬾嬿嬹𡤊㜲㜳㜴㜵𡤃𡤄𡤅 |
| 17         | 孀孁孂孃孄孅孆㜶㜷㜸𡤐𡤑𡤒𡤓𡤔𡤕 |
| 18         | 孇孈孉𡤜𡤟㜹𡤠 |
| 19         | 孊孋孌㜺𡤢𡤧 |
| 20         | 孍 |
| 21         | 孎孏 |
| 23         | 㜻㜼 |
| 30         | 𡤻 }- |

## 性別歧視和女性主義爭議
一些女性主義者或支持性別平等者提出，女部下的漢字有不少具有貶義，例如「奴、妖、妒、姦、嫌」等，學習、書寫或閱讀這些漢字時會無意間貶低女性地位。一些人更是主張對這些漢字進行改革。
例如，2010年，中國律師葉滿天撰文指出「娛、耍、婪、嫉、妒、嫌、佞、妄、盥、奴、妓、娼、奸（姦）、姘、婊、嫖」16个汉字「歧视女性」，并提出了改造方案，例如“奸”改为“犭行”，认为这样可以减少强奸犯罪。而反对者認為，改变汉字不符合文字发展的规律；即使真的改造了，也只是“纸面文章”，并不能真正让女性体会到社会的尊重。改变女性地位，应当从法律和社会文化的完善着手。
2015年，北京一個由65名藝術家組織的《姦：性別暴力傷害的文化符號》藝術展被當局叫停，但是相關內容仍然得到了海外媒體的報道；展覽的學術召集人佟玉潔在展覽準備的文章中寫道：「為什麼由一個女人變成三個女人的字是具有如此政治和道德想像的符號，是中國傳統社會和政治理論仇恨的對象？」
韓國藝術家Cha Jeong-in創作了（誰創造了女人的漢字/特徵？在此為雙關語）一書，書本藏在硬皮小盒中，象徵封建思想對女性的禁錮，而其獨特的摺疊和翻頁方式則模仿了女性陰部的形狀；書中收錄的漢字依次為「姓、妙、婚、姻、妊、好、姑、委、奸、妬、妄、妖、娼、妾、妃、女」，每個字被書頁分為兩部分，並配以偏旁的英文解釋，藉此解構女性在東亞社會的形象。
安徽大学文典学院的汪宇平于2014年发表了一篇论文，对罗竹风主编的《漢語大詞典简编》中的女部字进行了统计，发现其中有贬义字56个，褒义的70个，中性的184个。尽管如此，作者仍然认为这三类女部字都体现了传统文化对女性的歧视和偏见。
類似的爭議也存在於一些區分「陰陽性」的歐洲語言中，例如以陽性作為各種詞彙的原型。這類現象被稱為「語言性別歧視（linguistic sexism）」。

## 補充：男部
《說文解字》中有男部的存在。但男部的文字數量稀少，所以在《康熙字典》中男部被刪除，歸於田部、歸於生部、歸於臼部、歸於女部。

甲骨文
金文
簡牘
大篆
小篆